# Cassiopeia (mythologie)

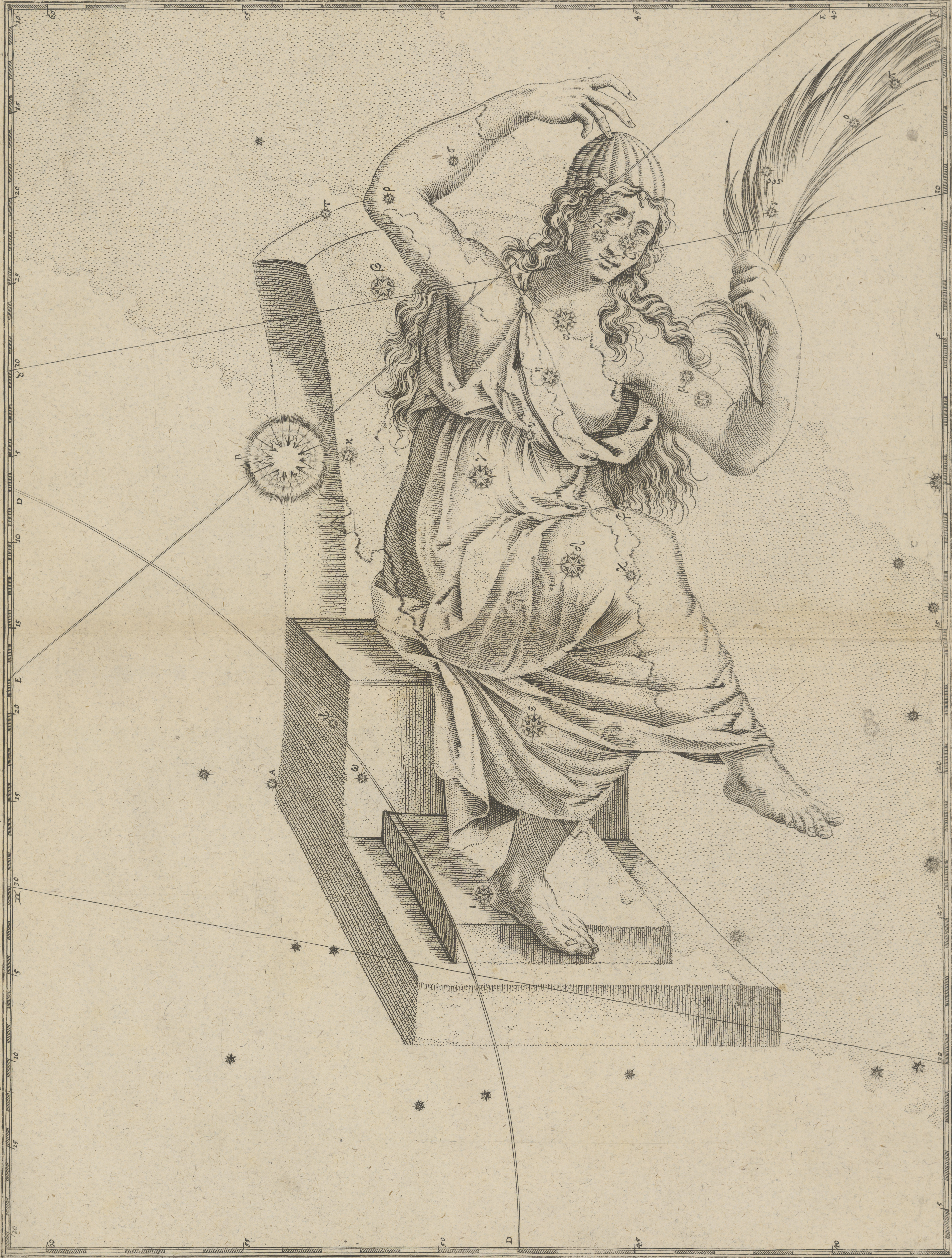
Afbeelding van Cassiopeia op een ets uit de Uranometria van Johann Bayer (1661)

Cassiopeia (of Kassiopeia) was in de Griekse mythologie de koningin van de Ethiopiërs of Joppe in Fenicië.
Ze was de vrouw van Cepheus en moeder van Andromeda.
In verschillende Griekse volksverhalen wordt Cassiopeia genoemd als naamgever van de stad Joppa (tegenwoordig Jaffa). De naam van de stad is afgeleid van het Hebreeuwse jafo, dat voor schoonheid staat.
Volgens verschillende versies van de mythe had Cassiopeia opgeschept over haar eigen of haar dochters schoonheid. Ze beweerde dat deze mooier was dan die van de dochters van Nereus, de Nereïden. Als straf voor die hybris zond Poseidon een vloedgolf en het zeemonster Ceto dat de stad Joppa teisterde. De held Perseus versloeg dit monster. 
Zowel Cassiopeia als Andromeda, Cepheus,  Cetos (Cetus of Walvis) en Perseus zijn als sterrenbeeld aan de hemel te zien. Vanwege haar ijdelheid werd Cassiopeia ondersteboven geplaatst.